# Erotelis clarki
Erotelis clarki is een straalvinnige vissensoort uit de familie van de slaapgrondels (Eleotridae). De wetenschappelijke naam van de soort is voor het eerst geldig gepubliceerd in 1938 door Hildebrand.